# Saint-Rémy-au-Bois
Saint-Rémy-au-Bois é uma comuna francesa na região administrativa de Altos da França, no departamento de Pas-de-Calais. Estende-se por uma área de 4,05 km². Em 2010 a comuna tinha 105 habitantes (densidade: 25,9 hab./km²).